# Магомед-Хаджи Вайсерт
Магомед-хаджі Вайсерт (нар. 14 січня 1930, Ейгенгейм, Запорізька область, Україна березня 2002, Мелчхі, Гудермеський район, Чеченська Республіка) - авторитетний релігійний діяч, член Муфтіята2 . Етнічний німець.

## Біографія
Народився 1930 р. у німецькій колонії Ейгенгейм Запорізької області України у німецькій родині. У 1941 році разом з батьками був депортований до Кзил-Ординської області Казахстану. Працював у колгоспі, навчався у ФЗВ, потім працював на шахті, у геолого-пошуковій партії. У Казахстані прийняв іслам. У 1956 р. переїхав на постійне місце проживання до Чечено-Інгушетії. Працював будівельником у колгоспі, теслею на біохімзаводі. Здійснив паломництво до Мекки, є членом Муфтіяту Чеченської республіки.
У 1940-і роки, Вайсерт поневіряючись на самоті, потоваришував з казахською сім'єю, а згодом, у період депортації чеченців та інгушів зблизився з чеченцями, аргументуючи це наступним: "Мені чеченські звичаї припали особливо до серця".
Нащадки Вайсерта ні з мови, ні з їхнього способу життя німцями не є. Їхня рідна мова — чеченська. Діти та онуки Вайсерта рідняться лише з чеченцями .

## Пам'ять
На честь Вайсерта Магомед-Хаджі названо одну з вулиць с. Мелчхі.